# Långtjärnen (Stigsjö socken, Ångermanland)
Långtjärnen är en sjö i Härnösands kommun i Ångermanland och ingår i Gådeåns huvudavrinningsområde. Sjön är 7,6 meter djup, har en yta på 0,0144 kvadratkilometer och befinner sig 205,1 meter över havet.

## Delavrinningsområde
Långtjärnen ingår i det delavrinningsområde (694835-159084) som SMHI kallar för Inloppet i Vikeroten. Medelhöjden är 202 meter över havet och ytan är 7,3 kvadratkilometer. Räknas de 4 avrinningsområdena uppströms in blir den ackumulerade arean 34,01 kvadratkilometer. Brånsån som avvattnar avrinningsområdet har biflödesordning 2, vilket innebär att vattnet flödar genom totalt 2 vattendrag innan det når havet efter 22 kilometer. Avrinningsområdet består mestadels av skog (94 procent). Avrinningsområdet har 0,19 kvadratkilometer vattenytor vilket ger det en sjöprocent på 2,6 procent.